# Tot ziens en bedankt voor de vis
Tot ziens en bedankt voor de vis (originele titel So Long, and Thanks for All the Fish) is het vierde boek uit Douglas Adams’ serie over Het Transgalactisch liftershandboek. Het boek werd voor het eerst uitgebracht in 1984.
De titel van het boek verwijst naar een boodschap die de dolfijnen achterlieten voor de mensen toen ze de aarde verlieten, vlak voordat deze werd vernietigd. De term is nadien door enkele sciencefictionfans opgepikt als een humoristische manier om tot ziens te zeggen.

## Inhoud
Arthur Dent belandt na vele omzwervingen door het universum op een planeet. Al snel ontdekt hij dat dit de aarde is, zij het niet "zijn" aarde maar een andere uit een parallel universum (zijn eigen aarde was door de Vogons vernietigd). Tevens lijken er op aarde maar enkele maanden te zijn verstreken, terwijl hij toch jaren weg is geweest. Hij kan een lift krijgen van een man genaamd Russell, die op weg is naar zijn zus Fenchurch (afgekort Fenny). Russell verklaart dat ze waanzinnig is geworden na een incident enkele maanden geleden, waarbij er wereldwijd massahysterie losbrak vanwege “hallucinaties” over grote gele ruimteschepen. Arthur ontdekt ook dat kort na dit evenement alle dolfijnen van de aarde zijn verdwenen.
Arthur keert terug naar zijn huis, dat nog gewoon blijkt te bestaan. Daar vindt hij een ingepakte kom met daarbij een briefje waarop staat “tot ziens, en bedankt voor alle vis”. Die nacht kan Arthur het idee dat Fenchurch mogelijk verbonden is met hem en de vernietiging van de aarde maar niet uit zijn hoofd krijgen. Hij ontdekt ook dat hij nog steeds kan vliegen (iets wat hij in het vorige boek leerde) indien hij zijn gedachten de vrije loop laat.
Arthur besluit meer te ontdekken over Fenchurch. Hij pikt haar op wanneer ze staat te liften, en neemt haar mee naar een kroeg. Hij raakt met haar aan de praat, maar ze moet weg voordat hij haar om haar telefoonnummer en adres kan vragen. Hij vindt haar huis later alsnog wanneer hij probeert de grot waar hij een tijdje in had gewoond tijdens zijn verblijf op de prehistorische aarde terug te vinden. Fenchurch’ flat staat namelijk op precies dezelfde plek. Terwijl de twee verder praten, ontdekken ze meer connecties tussen hen. Arthur leert Fenchurch ook om te vliegen, waarna ze een romantisch tochtje boven Londen maken. Vervolgens reizen ze af naar Californië om John Watson te ontmoeten, een wetenschapper die onderzoek doet naar de verdwijning van alle dolfijnen. Hij blijkt een kom gelijk aan die van Arthur te hebben gekregen. Hij heeft ontdekt dat de kom een audiobericht bevat van de dolfijnen, die een stuk slimmer bleken te zijn dan men altijd dacht. De dolfijnen wisten van het naderende einde van de aarde, en probeerden de mensheid hiervan op de hoogte te stellen. Na de vernietiging hebben de dolfijnen een nieuwe aarde laten maken en iedereen van de oude aarde daarnaartoe getransporteerd. Vervolgens zijn ze zelf naar een alternatieve dimensie vertrokken.
Nu dit alles is opgehelderd vertelt Arthur Fenchurch over zijn reizen door het universum gedurende de afgelopen jaren. Ze wil dit ook graag meemaken, dus maken ze plannen om met het eerstvolgende schip dat langskomt mee te gaan.
Tijdens dit alles ontdekt Ford Prefect dat bij een update van "het liftershandboek" de tekst "Grotendeels Ongevaarlijk" is vervangen door enige informatie die hij heeft verzameld bij zijn onderzoek. Hij ontdekt iets vreemds, en reist al liftend naar de aarde. Hij landt uiteindelijk midden in Londen in het schip van een enorme robot, wat grote paniek tot gevolg heeft. In de chaos ontmoet Ford Arthur en Fenchurch. Arthur en Fenchurch reizen vervolgens met het schip naar de planeet waar God zijn laatste boodschap aan zijn creatie heeft achtergelaten. Hier vinden ze tevens Marvin, die door alle voorgaande gebeurtenissen nu 37 keer ouder is dan de bekende leeftijd van het universum, en nauwelijks nog kan praten. Hij helpt Arthur en Fenchurch nog het bericht te lezen, dat luidt “WIJ VERONTSCHULDIGEN ONS VOOR HET ONGEMAK”.

## Achtergrond
Dit boek heeft duidelijk een andere ondertoon dan de voorgaande boeken uit de reeks. Dit is deels omdat het verhaal draait om romantiek, en deels omdat het boek een stuk grilliger verloop van de tijd toont dan zijn voorgangers. Er vinden ook maar weinig ruimtereizen plaats in het boek; pas in de laatste paar hoofdstukken verlaat Arthur de nieuwe aarde.
Tot Ziens en Bedankt voor de Vis was het eerste Hitchhikers-boek dat Adams zonder enige basis schreef. De eerste twee boeken waren gebaseerd op scenario's van de originele radioserie, en het derde boek op een nooit voltooid script voor een Dr. Who-aflevering.
Adams werd bij het boek geholpen door zijn redacteur Sonny Mehta om te zorgen dat het op tijd klaar was. Als gevolg hiervan maakte Adams later bekend niet echt blij te zijn met hoe het boek uiteindelijk was geworden.
Het boek toont ook een grote verandering in Adams' kijk op computers. In de voorgaande boeken werden computers vaak negatief neergezet. Tussen het voorgaande boek en dit boek veranderde zijn houding ten opzichte van technologie echter, waardoor computers in dit boek duidelijk een positievere rol spelen.
Het boek werd door critici goed ontvangen, hoewel wel werd opgemerkt dat de plot minder bizar was dan in de voorgaande boeken.

## Audioboekbewerkingen
Net als bij de vorige boeken werden van dit boek drie audioboeken gemaakt:
- In de jaren 80 door Stephen Moore.
- In 1990 door Adams zelf.
- In 2006 door Martin Freeman.